# ان‌جی‌سی ۷۴۱۹
ان‌جی‌سی ۷۴۱۹ (انگلیسی: NGC 7419) یک خوشه باز در صورت فلکی قیفاووس است. این خوشه به شدت قرمز شده و به دلیل داشتن پنج ابرغول سرخ، که بالاترین شمار شناخته شده در هر خوشه تا پایان سده بیستم میلادی است، قابل توجه است، اما احتمالاً هیچ ابرغول آبی وجود ندارد.